# Dinamarca en los Juegos Paralímpicos de Vancouver 2010
Dinamarca estuvo representada en los Juegos Paralímpicos de Vancouver 2010 por dos deportistas femeninas. El equipo paralímpico danés no obtuvo ninguna medalla en estos Juegos.